# Курджипс
Курджи́пс (адыг. Къуршыпс — «горная река»: къурш — «гора», псы — «река») — река на Северном Кавказе, протекает по территории Майкопского района Адыгеи и Апшеронского района Краснодарского края. Крупный левый приток реки Белая.

## География
Длина реки составляет 100 км, площадь водосборного бассейна — 768 км².
Курджипс начинается на Лагонакском нагорье с восточного склона хребта Абадзеш (2376 м) и из многих родников на северных отрогах горы Оштен. Устье реки находится в 114 км по левому берегу реки Белая юго-западнее Майкопа.
Река пробивает себе дорогу в удивительных по красоте каньонах. Почти вся долина реки покрыта лесами. Внизу лиственные породы, а в верхнем течении реки почти исключительно кавказская пихта. Самые верховья представляют прекрасные горные пастбища. В верховьях много дичи: оленей, кабанов, медведей и т. д.
Принимает 82 притока. Наиболее значительные притоки: Мезмай, Морозка, Хокодзь, Прицуха, Лучка.

## Населённые пункты
На реке Курджипс расположены (от истока к устью): Мезмай, Гуамка, Темнолесская, Нижегородская, Красный Дагестан, Дагестанская, Курджипская, Красный Мост, Садовый, Табачный, Приречный, Краснооктябрьский.

## Данные водного реестра
По данным государственного водного реестра России относится к Кубанскому бассейновому округу, водохозяйственный участок реки — Белая. Речной бассейн реки — Кубань.
Код объекта в государственном водном реестре — 06020001112108100004625.